# 십칠사찬고금통요 권17
십칠사찬고금통요 권17(十七史纂古今通要 卷十七)은 서울특별시 서초구 국립중앙도서관에 있는 조선시대의 금속활자본 책이다. 
1973년 7월 10일 대한민국의 국보 제148-2호 십칠사찬고금통요 권지17(十七史纂古今通要-卷之十七)로 지정되었다가, 2010년 8월 25일 현재의 명칭으로 변경되었다.

## 개요
이 책은 원나라 호정방이 편찬한 중국 태고부터 오대(五代)에 이르기까지의 17정사(正史)를 간추려 모은 책이다. 태종 3년(1403)에 주조한 계미자(字)를 사용하여 태종 12년(1412)에 인쇄, 발행한 것으로 추정된다.
구성을 보면 1책으로 1∼33장으로 구성되었으나 11장과 34장 이하는 빠져있다. 책의 상태를 보면 마모가 심하여 29장에서 33장까지 책의 앞머리가 보이지 않는다. 원표지 위에 황색 표지를 입히고 붉은 면으로 보강하였다. 책의 크기는 가로 18.7cm, 세로 25.6cm이다.
이 책의 계미자에 의한 인쇄는 초기적 기술조건을 벗어나지 못해 하루 인쇄량이 겨우 몇장에 지나지 않았지만 그런 사정아래 주조한 조선 최초의 동활자라는 점에서 그 가치가 부각됨은 물론 고려와 조선시대의 글자주조술과 인쇄조판술의 발달사 연구에 있어서 매우 귀중한 자료로 간주되고 있다.

## 같이 보기
- 십칠사찬고금통요

## 참고 자료
- 십칠사찬고금통요 권17 - 국가유산청 국가유산포털